# Lispe weschei
Lispe weschei är en tvåvingeart som beskrevs av Malloch 1922. Lispe weschei ingår i släktet Lispe och familjen husflugor. Inga underarter finns listade i Catalogue of Life.